# Волин (город)
Во́лин (пол. Wolin, нем. Wollin), Воллин — город в Польше, на острове Волин, в устье Одера (Одры). 
Ранее небольшой рыболовецкий город, центр повята в Щецинском воеводстве. Город сейчас входит в Западно-Поморское воеводство, Каменьский повят. Занимает площадь 14,41 км². Население 4 842 человека (на 2018).

## История
История города начинается с заселения западными славянами острова Волин в VIII веке. В другом источнике указано что на островах Рюген, Узедом и Воллин и между Одером, Гавелем и Балтийским морем обитали союзные славянские племена под общим названием Лютичи, которые постоянно воевали с франками, саксами и так далее, в основном с норманнами  и немцами, и их борьба с ними за свою независимость была чрезвычайно упорной и продолжалась около 400 лет (с VIII по XII столетие). Немецкие колонизаторы массами истребляли лютичей, облагали их данью, насильно обращали в христианство, строили католические церкви и монастыри, закрепощали, завладевали их землями и заселяли их немецкими колонистами, и в конечном итоге покорили.
О поселении славян-волинян на острове Волин упоминает в IX веке Баварский Географ. На основании археологических раскопок можно утверждать, что в IX веке площадь Волина составляла 50 га. Янтарь в городе обрабатывался в больших количествах. Мастерские находились на горе Зильберберг и в центре города (J. Wojtasik, 1957). На улице рядом с причалом янтарь обрабатывали со второй половины IX века до первой половины XI века.
Адам Бременский в XI веке в «Деяниях священников Гамбургской церкви» называл Волин именем «Юмне». В X—XII веках Волин был крупным ремесленным и торговым центром, где сходились пути купцов из Византии, Азии, Фрисландии, Руси и из западнославянских поселений, расположенных на берегу Балтийского моря. Эбон, Херборд и монах Прифлингенский в «Житии Оттона Бамбергского» (XII век), называют Волин «Юлином».
В другом источнике указано что на острове Воллине находился вендский торговый пункт Винета (Vineta), также Юлин, где на начало XX столетия был город Воллин, 5 000 жителей. 
Винета (Vineta), также Юлин, как торговый пункт процветал в X и XI столетиях, и в 1184 году был разрушен датчанами, а по преданию, потоплен волнами. Близ древнеславянского города Винета располагалось укрепление скандинавских викингов — Йомсбург.
В городе есть святилище, которое представляет собой деревянную постройку (Гонтина) площадью 5х5 метров, построенную западными славянами и предназначенную для идолопоклонства. Раскопана эта постройка была на самом высоком месте старого города. Святилище окружено со всех сторон оградой. Существовало это здание со второй половины IX до начала XII веков. Испокон веков славяне с совершенно разных земель, чаще всего издалека совершали паломничество в храмы Волина, Руяна, Радегаста (Ретры) и Шверина, так как именно там находились крупнейшие славянские святилища. Утверждается, что Оттон Бамбергский нашел в этом храме священное копье, а вблизи храма находилось открытое святилище с идолами, где построили церковь Адальберта. В окрестностях святилища археологами были найдены бронзовая фигурка коня и несколько деревянных фигурок.

## Фотографии

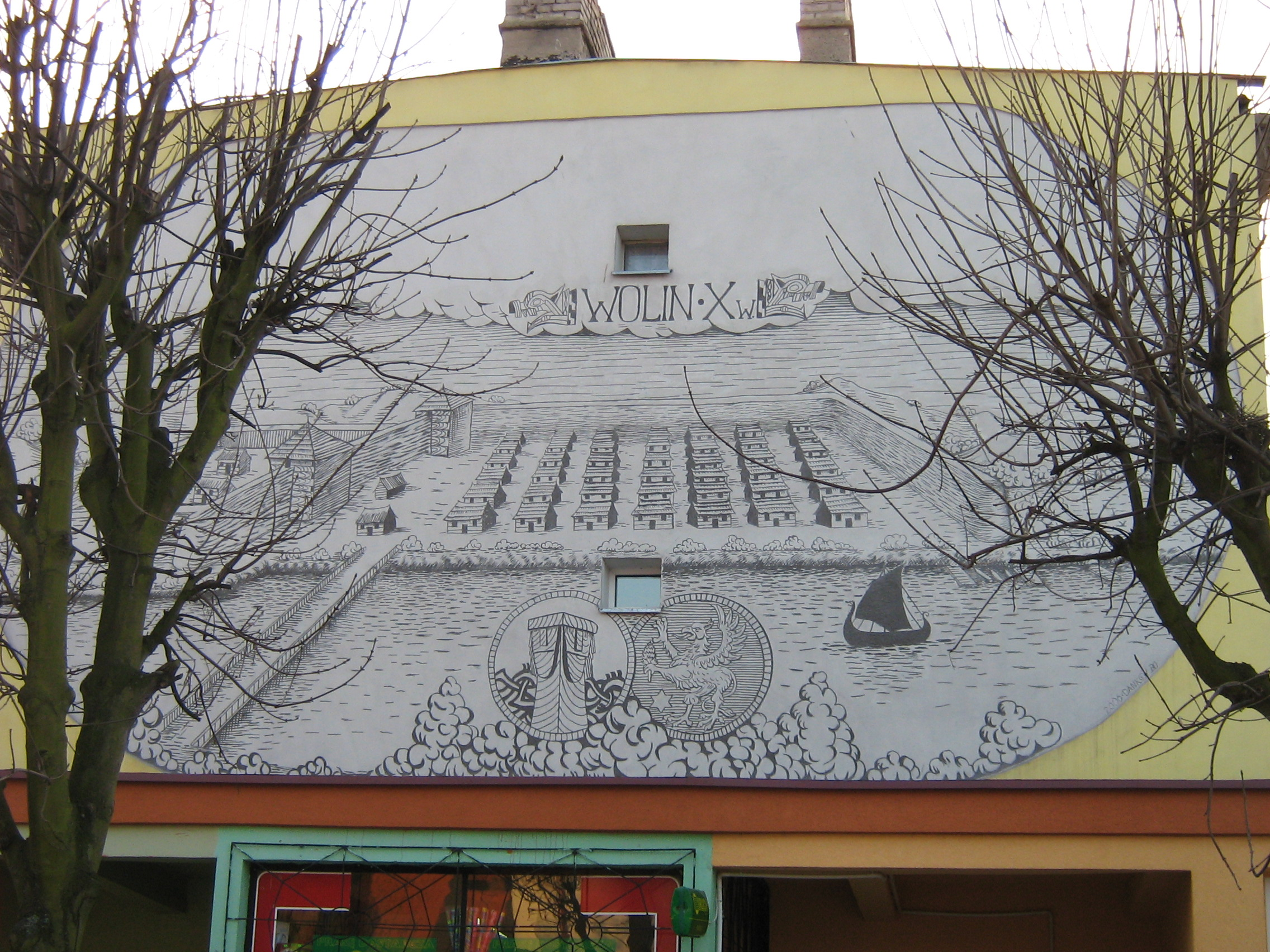
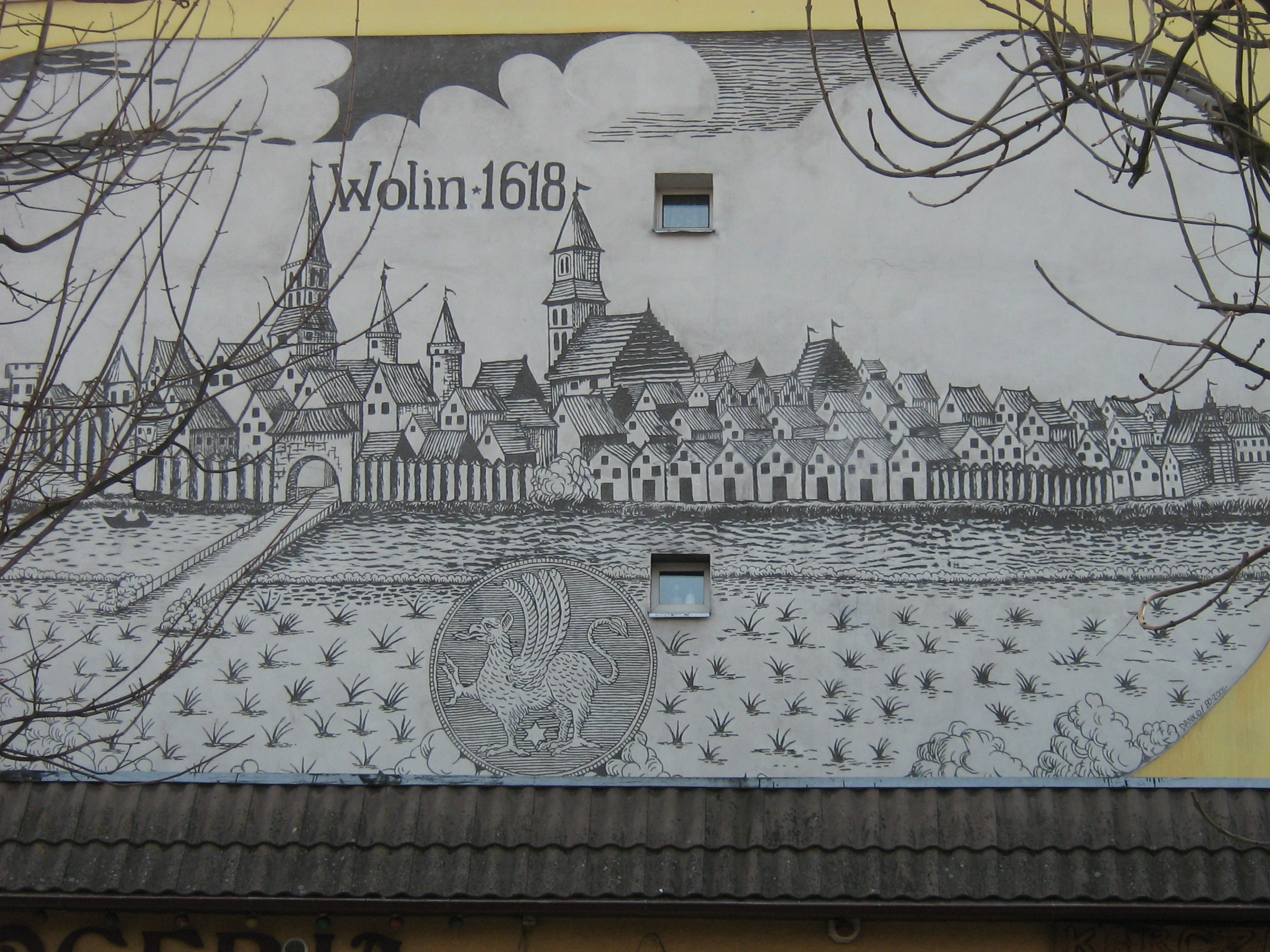
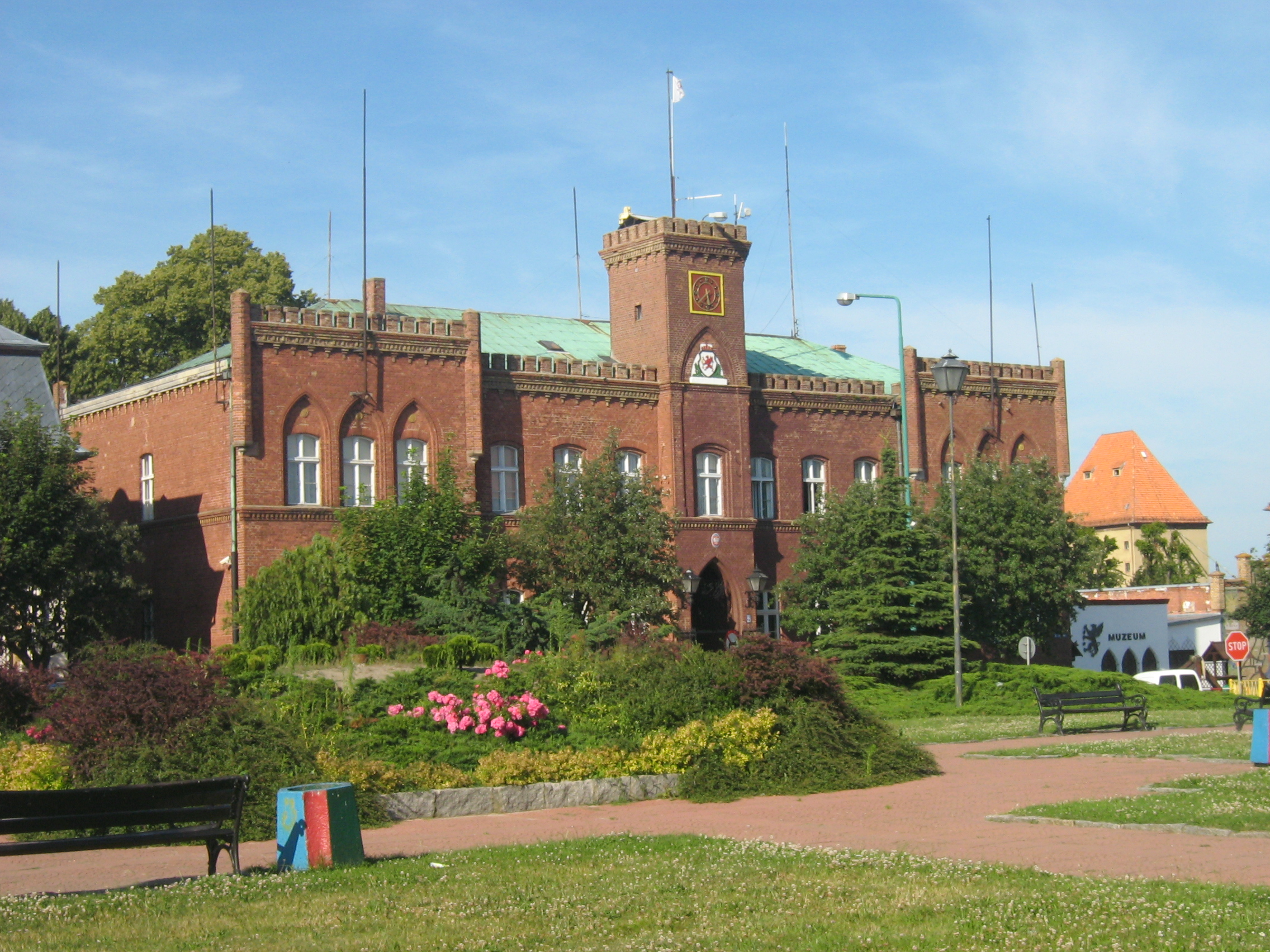
Ратуша
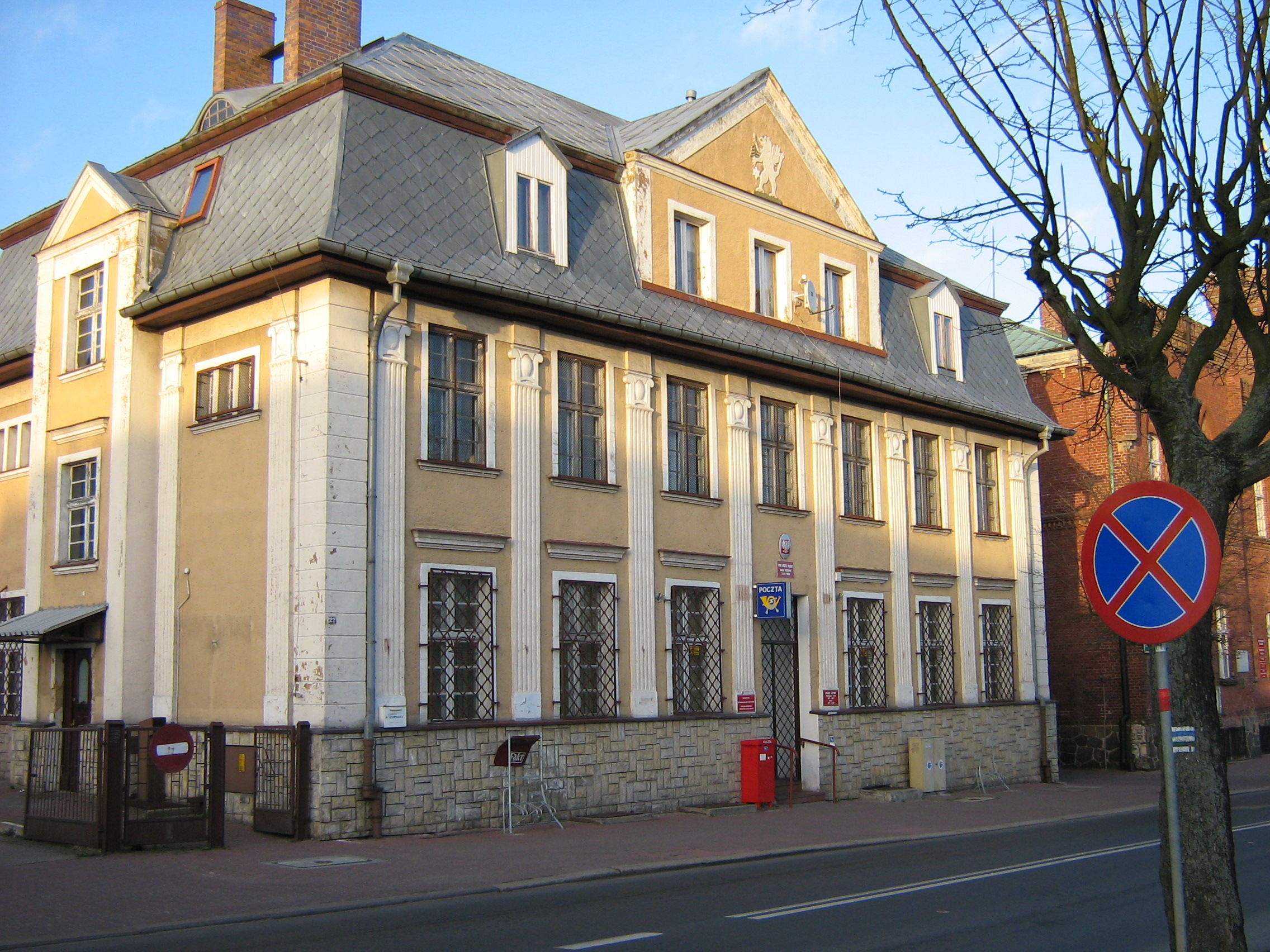